# The Woes of a Waitress
The Woes of a Waitress è un cortometraggio muto del 1914 diretto da Maurice Costello e Robert Gaillord.

## Produzione
Il film fu prodotto dalla Vitagraph Company of America.

## Distribuzione
Distribuito dalla General Film Company, il film - un cortometraggio in una bobina - uscì nelle sale cinematografiche statunitensi il 20 agosto 1914.